# Maurice Gosfield
Maurice Lionel Gosfield (28 gennaio 1913 – Saranac Lake, 19 ottobre 1964) è stato un attore e doppiatore statunitense.

## Filmografia parziale

### Attore
- I milionari a New York (Ma and Pa Kettle Go to Town), regia di Charles Lamont (1950) - non accreditato
- The New Recruits - film TV (1955)
- The Phil Silvers Show - serie TV, 139 episodi (1955-1959)
- I detectives (The Detectives) - serie TV, un episodio (1961)
- The Red Skelton Show - serie TV, un episodio (1961)
- Teenage Millionaire, regia di Lawrence Doheny (1961)
- Quel certo non so che (The Thrill of It All), regia di Norman Jewison (1963)

### Doppiatore
- Top Cat - 30 episodi (1961-1962)